# ニール・ファーガソン (疫学者)
ニール・モリス・ファーガソン（英語: Neil Morris Ferguson、1968年 - ）は、イギリスの数理生物学者、公衆衛生研究者。
2020年3月から5月まで、イギリスにおける2019年コロナウイルス感染症の流行状況について政府に助言する新型呼吸器系ウイルス脅威諮問グループの委員を務めた。